# Karthago (гурт)
Karthago — угорський рок-гурт, створений у 1979 році. Один із найуспішніших в Угорщині гуртів 80-х років XX століття. Стиль — американська рок-музика західного узбережжя.
У 1979—1985 роках гурт дав 2500 концертів у сусідніх з Угорщиною країнах, таких як Австрія, Німеччина, Радянський Союз. У 1985 році гурт розпався, але зібрався для концерту в Petőfi Csarnok, Будапешт у 1990 році. Пізніше були концерти у 1997 та 2000 роках. У 2003 році гурт вирушив у великий тур, впродовж якого дав 15 концертів, і врешті-решт, через 19 років після розпаду Karthago випустили новий альбом. З того часу гурт активно гастролює по Угорщині.

## Склад
- Сігеті Ференц (угор. Szigeti Ferenc) — гітара, вокал
- Токач Томаш (угор. Takáts Tamás) — вокал
- Гідофолві Аттіла (угор. Gidófalvy Attila) — клавішні
- Кочанді Міклош (угор. Kocsándi Miklós) — перкусія, вокал
- Кіш Золтан (угор. Kiss Zoltán)) — бас-гітара

## Дискографія
- Apáink útján / A fények, a hangok, az árnyak (Kislemez, MHV Pepita, 1980)
- Karthago I. (1981 / 2004) (LP / remaster CD bónuszokkal)
- Requiem / Tagadás (Kislemez, Hungaroton-Start, 1982)
- 1…2…3…Start! — Popmajális (1982) (концерт) (LP B-oldala)
- Ezredforduló (1982) (LP / CD)
- Requiem (1983) (англ.) (LP)
- Senkiföldjén (1984) (LP / CD)
- Oriental Dream (1985) (англ.) (LP)
- Aranyalbum (1990) (збірка) (LP)
- Best of Karthago (1993) (збірка) (CD)
- Ramix! — Haminyó anyó (1997) (maxi) (CD)
- A Karthago él! (1997 / 2005) (концерт) (2CD / DVD)
- ValóságRock (2004) (CD)
- IdőTörés (2009) (CD)
- 30 éves jubileumi óriáskoncert (2010) (2CD)